# Jeph Loeb
Joseph ‘Jeph’ Loeb III (n. 29 de enero de 1958) es un guionista de cómics, escritor, productor de cine y televisión estadounidense. Fue coproductor ejecutivo de la serie Héroes de NBC. Fue vicepresidente ejecutivo de Marvel Television de junio de 2010 a noviembre de 2019. Además fue escritor y productor de las series de televisión Smallville y Lost. 
Ganador de cuatro premios Eisner y cinco Premios Wizard Fan, la carrera de Loeb en los cómics incluye a muchos de los grandes personajes, como Spider-Man, Hulk, Capitán América, Cable, Iron Man, Daredevil, Batman, Superman, Supergirl, los Vengadores y Buffy, la cazavampiros, que ha elaborado en gran parte en colaboración con el artista Tim Sale, quien proporciona el arte del cómic visto en la serie Héroes.

## Trayectoria
Loeb hizo licenciatura y maestría en cine, en la escuela de artes de la Universidad de Columbia. Fue miembro de la fraternidad Zeta Beta Tau. En el campus conoció a Matthew Weisman; con quien se mudó a Los Ángeles al graduarse. Allí trabajo como camarero en T.G.I. Fridays. Junto a Weisman escribe el guion de Comando para el productor Joel Silver y 20th Century Fox. Posteriormente se les encarga la escritura del guion de Teen Wolf; tarea que les tomo tres semanas.
Loeb utiliza intensivamente la técnica de usar cuadros explicativos como monólogos para revelar los pensamientos internos de los personajes, aunque las interacciones del personaje mismo sean pocas en el diálogo.

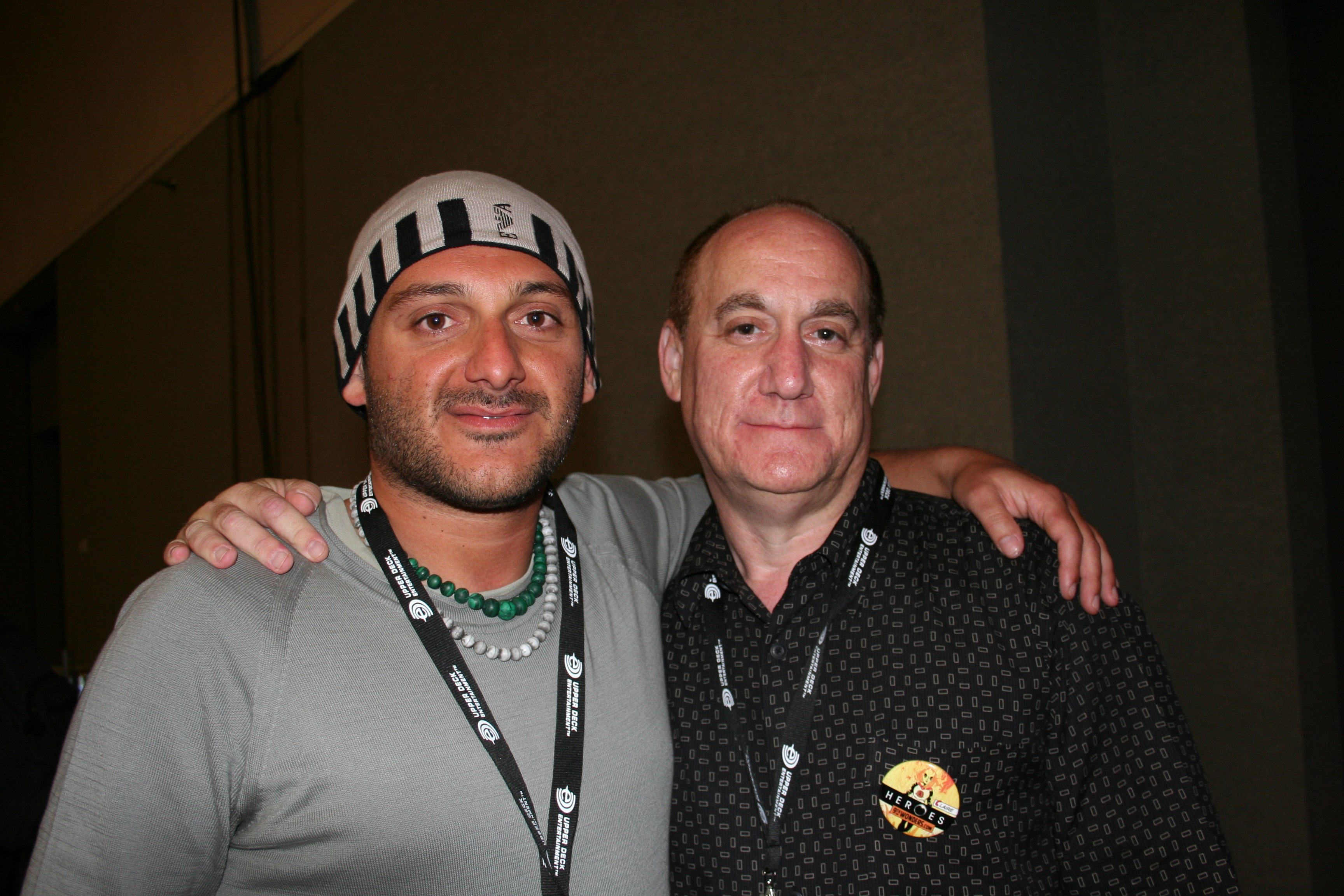
El ilustrador Simone Bianchi y Jeph Loeb.

El primer guion que hizo Jeph Loeb fue para Challengers of the Unknown vol. 2 #1 - #8 (de marzo a octubre de 1991), que fue el primero de muchos trabajos en colaboración con el destacado dibujante Tim Sale. Sus últimos trabajos en este equipo fueron Batman: The Long Halloween, Batman: Dark Victory, Superman For All Seasons para DC Comics y la trilogía de los "colores" Hulk: Grey, Daredevil: Yellow y Spiderman: Blue para Marvel Comics, siendo estos cómics muy destacados especialmente por los dibujos de Tim Sale.

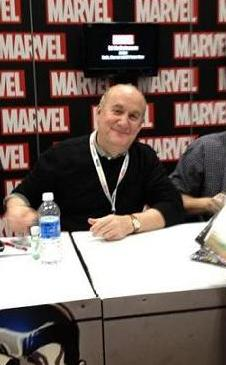
Jeph Loeb en la New York Comic Con de 2012.

Más recientemente, Loeb fue muy criticado por su intervención en el Universo Ultimate, a cargo de Los Ultimates 3 y el evento Ultimátum, descripto como pobre de guion, poco original, y demasiado dependiente de golpes de efecto. Esto es inclusive satirizado en Ultimate Avengers #1, escrito por Mark Millar, donde Nick Fury regresa al Triskelion y comenta "me voy diez minutos y hacen un desastre". 
En el Weekly Comic Book Review, Andrew C. Murphy le dio al número 1 de Ultimatum una B+, alabando el dibujo de David Finch. En Imagine Games Network, Jesse Schedeen dijo "es el peor cómic que haya leído". Las críticas generales coinciden en que Loeb nunca supo de qué se trataba el universo Ultimate, y no pudo ajustarse al medio, banalizándolo y volviéndolo una versión más sangrienta del universo Marvel normal.
También se destaca el éxito de ventas Batman: Hush, en donde si bien su guion fue muy mal recibido por la crítica, los dibujos de Jim Lee convirtieron a esta historia en una de las más vendidas de Batman.

## Premios y nominaciones
Premios de la Industria Cómic Will Eisner
| Año  | Categoría                          | Cómic                      | Editorial |
| ---- | ---------------------------------- | -------------------------- | --------- |
| 1998 | Mejor Serie Limitada               | Batman: The Long Halloween | DC Comics |
| 1999 | Mejor Reimpresión de Álbum Gráfico | Batman: The Long Halloween | DC Comics |
| 2002 | Mejor Reimpresión de Álbum Gráfico | Batman: Dark Victory       | DC Comics |
| 2007 | Mejor edición en una sola historia | Batman/The Spirit #1       | DC Comics |

Wizard Fan Awards
| Año  | Categoría                          | Cómic                                         | Editorial |
| ---- | ---------------------------------- | --------------------------------------------- | --------- |
| 1997 | Miniserie favorita                 | Batman: The Long Halloween                    | DC Comics |
| 1998 | Miniserie favorita                 | Superman For All Seasons                      | DC Comics |
| 2003 | Serie continua favorita            | Batman                                        | DC Comics |
| 2003 | Gran momento cómic del año         | Clayface regresa como Jason Todd Batman # 617 | DC Comics |
| 2003 | Personaje de soporte favorito 2003 | Catwoman, en Batman                           | DC Comics |